# 馬養雅子
馬養 雅子（まがい まさこ）は、日本のファイナンシャル・プランナー、実業家。オフィス・カノン代表。

## 略歴・人物
東京都出身。東邦大学付属東邦高等学校、千葉大学人文学部卒業。法律雑誌の編集部勤務、フリー編集者を経て、2000年10月　CFP（サーティファイド・ファイナンシャル・プランナー）の資格を取得。「お金のアドバイザー」として個人向けコンサルティングを行うほか、新聞・雑誌にマネー関連記事を執筆して活動している。

## 著書
- 『図解 初めての人の株入門』(2000/4)
- 『土地建物の法律と税金』(2000/11)
- 『株・投資信託・債券・外貨がわかる事典』(2001/6)
- 『投資信託 知って得する数字のカラクリ』(共著、2005/12)
- 『図解初めての人の株入門』(2006/7)
- 『銀行トリビア』(2014/3/5)

## 連載
- 馬養雅子の「マネー道場」（マイナビニュース）[3]
- NISA・少額投資非課税制度（All about、2013年～）[4]